# Al-Bayan
al-Bayan (arabisch: البيان; DMG: al-Bayān; deutsch: „die Bekanntgabe“) war eine arabischsprachige Zeitschrift. Sie erschien vom 1. März 1897 bis 16. August 1898 einmal beziehungsweise zweimal monatlich in einem Jahrgang. Sie wurde von Ibrahīm al-Yāziǧī (1847–1906) und Bišāra Zalzal (1851–1905) in Kairo herausgegeben und war die Nachfolgerin der medizinischen Fachzeitschrift aṭ-Ṭabīb (1874–1885). Al-Yāziǧī, ein libanesischer Sprachgelehrter und Journalist, machte sich ab 1898 vor allem als Chefredakteur der Zeitschrift aḍ-Ḍiyāʾ (1898–1906) einen Namen.
Neben wissenschaftlichen Beiträgen legte al-Bayān den Schwerpunkt auf kulturelle und anthropologische Themen sowie Sprache und Erziehung.
Ein bekannter Redakteur der Zeitschrift war der Diwan-Dichter ʿAbbās al-ʿAqqād.